# Gasterosteus aculeatus
El espinoso o espinocho (Gasterosteus aculeatus) es un pez de la familia Gasterosteidae oriundo de Europa, del norte de Asia y de Norteamérica. Es marino, aunque existen variedades anádromas y de agua dulce.

## Subespecies
Se reconocen tres subespecies:
- Gasterosteus aculeatus aculeatus: la subespecie más común en Europa.
- Gasterosteus aculeatus williamsoni: subespecie encontrada en Norteamérica, en el sur de California y en México.
- Gasterosteus aculeatus santaeannae: subespecie restringida a Norteamérica.

## Alimentación
En cuanto al comportamiento alimentario del espinoso, esta especie muestra una clara preferencia por alimentarse mayoritariamente de presas bentónicas, pero también puede consumir presas terrestres en superficie, y los quironómidos en estado de larva son las presas más abundantes en su dieta.

## Evolución
Esta especie ha mostrado una gran facilidad de adaptación, incluyendo la aparición de cambios evolutivos en cortos períodos de tiempo (décadas). Durante el terremoto de Alaska de 1964 grandes extensiones de terreno sufrieron un aumento de altitud. Esto dejó a varias poblaciones de espinosos marinos aislados del mar en lagos que se formaron "de un día para el otro". Para sobrevivir, estas poblaciones, aisladas entre ellas, evolucionaron genéticamente en pocas generaciones y ahora están mejor adaptadas al agua dulce. Una adaptación tan rápida puede significar que el espinoso evolucionó a largo plazo con regiones de su genoma alternativamente adaptadas al agua dulce y al agua salada.